# 수끼
수끼(태국어: สุกี้)는 태국의 음식이다. 해산물, 고기, 채소, 버섯, 어묵 등을 맛국물에 살짝 데쳐 먹는다.

## 같이 보기
- 샤부샤부
- 훠궈